# ایمی (آرکانزاس)
اِیمی (به انگلیسی: Amy) یک منطقهٔ مسکونی در ایالات متحده آمریکا است که در آرکانزاس واقع شده‌است. ایمی ۴۲٫۰۶ متر بالاتر از سطح دریا قرار دارد.